# Zelometeorium recurvifolium
Zelometeorium recurvifolium là một loài Rêu trong họ Meteoriaceae. Loài này được (Hornsch.) Manuel miêu tả khoa học đầu tiên năm 1977.